# Vall de l'Orkhon
El Paisatge cultural de la Vall de l'Orkhon s'estén per les ribes del riu Orkhon a la província d'Orkhon, en la Mongòlia central, prop de 360 km a l'oest de la capital Ulan Bator. Va ser declarat com a Patrimoni de la Humanitat per la Unesco l'any 2004, per representar l'evolució de les tradicions ramaderes nòmades durant més de dos mil·lennis. Abasta una àrea protegida de 7.537 ha i una àrea de respecte de 143.867 ha.

## Llocs
Els principals llocs de la vall són:
- Els Memorials en honor dels prínceps turcs de principis del segle viii Bilge Khan i Kul Tigin amb les seves Inscripcions d'Orkhon, que són considerades com els més impressionants monuments dels nòmades de l'Imperi Göktürk. Van ser excavats i desxifrats per arqueòlegs russos el 1889-93.
- Les ruïnes de Khar Balgas, la capital dels uigurs del segle viii, que cobreix 50 km² i que conté les ruïnes del palau, de mercats, temples, monestirs, etc.
- Les ruïnes de la capital de Genguis Kan, Karakorum, que pot haver estat una influència per a la construcció del famós palau de Xanadú.
- El Monestir d'Erdene Zuu, el primer monestir budista establert a Mongòlia. Va ser parcialment destruït per les autoritats comunistes el 1937-40.
- L'Eremiteri de Tuvkhun és un altre monestir, que va ser gairebé destruït totalment pels comunistes mongols.
- Les ruïnes del palau mongol dels segles XIII i xiv en el Pujol Doit, es pensa que va ser la residència d'Ogodei.